# Eeklo
Eeklo és un municipi belga de la província de Flandes oriental a la regió de Flandes a Bèlgica, regat pel canal d'Eeklo i el Lieve. El 1977 es va annexar l'antic municipi d'Adegem.
Durant l'antic règim era una ciutat «contribuant» del Franconat de Bruges.

## Evolució demogràfica
- Font:NIS

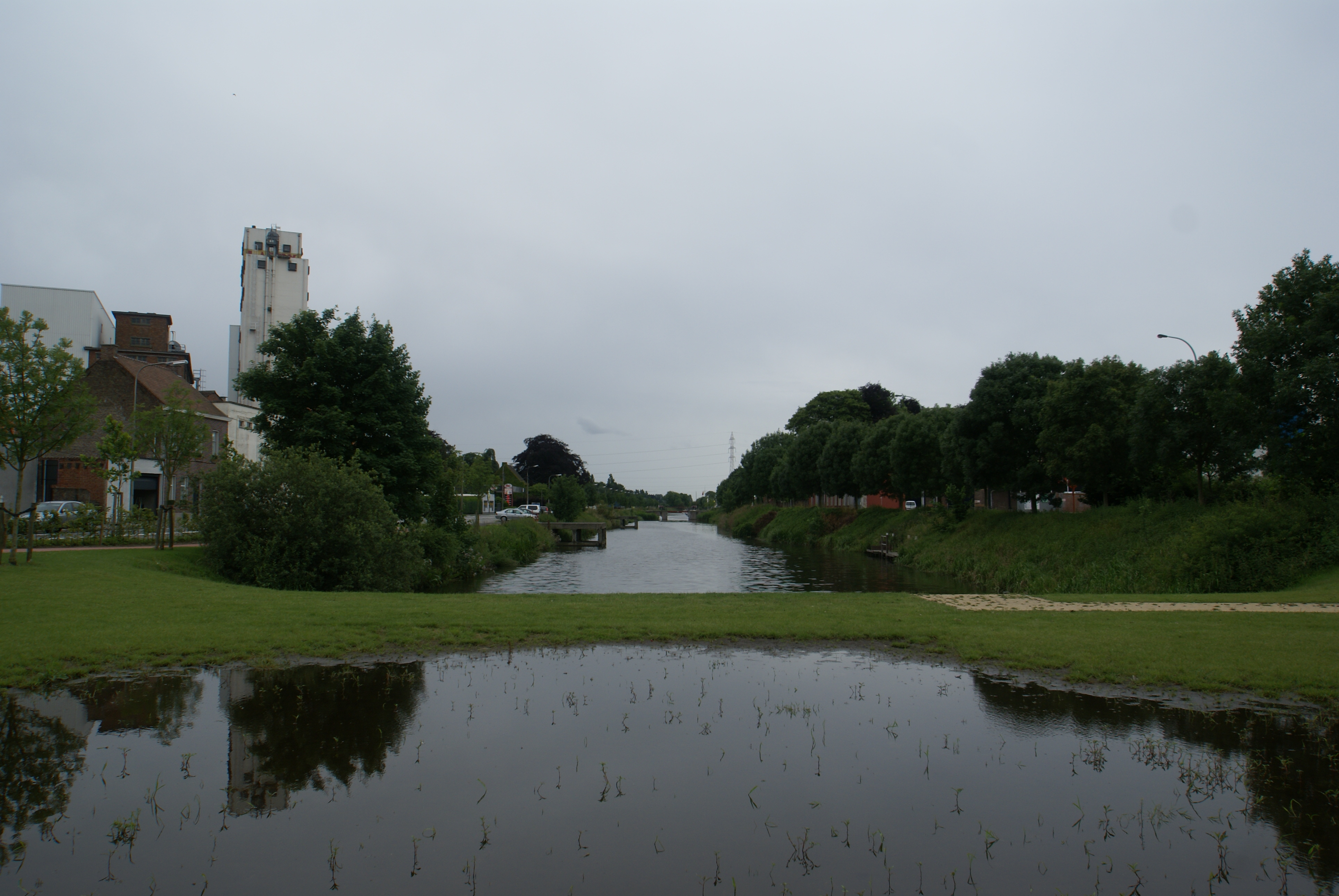
Antic port interior al canal d'Eeklo

- 1977: annexió d'Adegem (+1,82 km² i 108 habitants)

## Situació

I:Eeklo II:Balgerhoeke

- a. Kaprijke
- b. Lembeke (Kaprijke)
- c. Waarschoot
- d. Oostwinkel (Zomergem)
- e. Adegem (Maldegem)
- f. Sint-Laureins

## Agermanaments
- Banhòus de Céser
- Newbury
- Braunfels
- Feltre

## Personatges il·lustres
- Jozef Geirnaert, pintor.
- Karel Lodewijk Ledeganck, escriptor.
- Joost Maréchal, cermista, pintor.
- Roger de Vlaeminck, ciclista.
- Eric de Vlaeminck, ciclista.

## Llista de burgmestres
| Període   | Nom                         | Partit                                    | mandat    |
| --------- | --------------------------- | ----------------------------------------- | --------- |
| 1830-1831 | Karel Stroo                 | -                                         | 1793-1873 |
| 1831-1836 | Joseph Dhuyvetter           | lib.                                      | 1779-1861 |
| 1836-1846 | Karel Stroo                 | -                                         | 1793-1873 |
| 1846-1848 | Carolus Bernardus Temmerman | -                                         | 1793-18?? |
| 1848-1859 | Joseph Dhuyvetter           | lib.                                      | 1779-1861 |
| 1859-1872 | Romanus van Wassenhove      | lib.                                      | 1793-1873 |
| 1872-1874 | Aimé Euerard                | kath.                                     | 1833-1896 |
| 1874-1881 | Désiré Steyaert             | kath.                                     | 1816-1881 |
| 1882-1884 | Edouard Neelemans           | kath.                                     | 1820-1899 |
| 1885-1902 | Philip Alfons De Wachter    | kath.                                     | 1831-1902 |
| 1902-1920 | Emiel Dauwe                 | kath.                                     | 1848-1930 |
| 1921-1938 | Lionel Pussemier            | kath.                                     | 1869-1938 |
| 1939-1945 | Lionel Van Damme            | lib.                                      | 1876-1945 |
| 1946-1970 | Maurice Goethals            | CVP                                       | 1884-1970 |
| 1971-1976 | Piet Van Gyseghem           | CVP-scheurlijst                           | 1932-1982 |
| 1977-1988 | Alfons Coppieters           | CVP                                       | 1924-     |
| 1989-1994 | Roni De Waele               | VLD                                       |           |
| 1995-2006 | Erik Matthijs               | CD&V                                      | 1949-     |
| 2007-     | Koen Loete                  | CD&V /Nieuw-Vlaamse Alliantie\|N-VA / ELD | 1967-     |